# Don Warrington
Don Warrington MBE, född Don Williams 23 maj 1951 på Trinidad är en brittisk skådespelare.

## Rollista i urval
- 1974–1978 – Rising Damp (TV-serie)
- 1984 – Mera blod i baljan, Boys
- 1992–1994 – Red Dwarf (TV-serie)
- 1996 – Hamlet
- 1999 – 8½ kvinnor
- 2000 – Brottet och straffet (TV-serie)
- 2006 – Doctor Who (TV-serie)
- 2008 – Gud, lukt och henne
- 2011–  – Mord i paradiset (TV-serie)
- 2023 – Bortom paradiset (TV-serie)